# Choàng choạc Andaman
Choàng choạc Andaman (danh pháp khoa học: Dendrocitta bayleyii) là một loài chim trong họ Corvidae.
Choàng choạc Andaman là loài đặc hữu quần đảo Andaman của Ấn Độ, nơi môi trường sống tự nhiên của nó là các khu rừng ẩm vùng đất thấp nhiệt đới và cận nhiệt đới. Nó bị đe dọa do mất trường sống.
Tên khoa học của nó là để vinh danh chính khách Ấn Độ gốc Anh Edward Clive Bayley.